# Lago Viedma
Der Lago Viedma (Viedma-See) ist ein 80 km langer und 15 km breiter Gletschersee in der argentinischen Provinz Santa Cruz nahe der Grenze zu Chile im Nationalpark Los Glaciares in den Anden. Seine Oberfläche beträgt 1.088 bis 1.600 km² und sein Abfluss geht zum Atlantik via Rio Santa Cruz. Seine durchschnittliche Tiefe beträgt 100 m und seine maximale Tiefe rund 900 m.

## Geographie

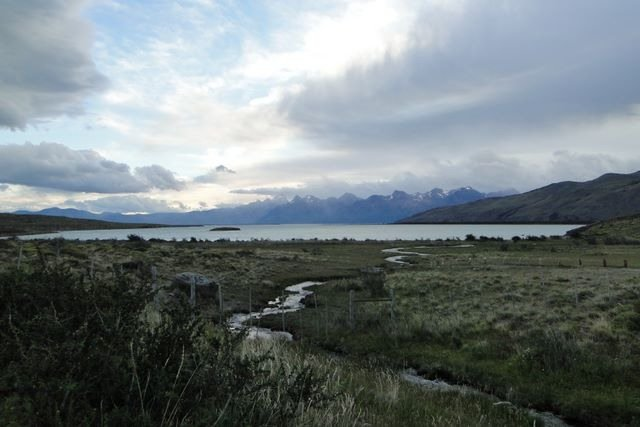
Lago Viedma

Der Lago Viedma liegt in den argentinischen Anden, die in diesen südlichen Breiten zu Patagonien gezählt werden, nahe der chilenischen Grenze. In der Umgebung gibt es mehrere Dreitausender, wie den Cerro Fitz Roy (3.406 m), den Cerro Torre (3.128 m) und den Poincenot (3.076 m). Am Fuße des Fitz Roy befindet sich die Ortschaft El Chaltén. 
Der wichtigste zum Viedmasee führende Gletscher ist der 575 km² große Viedma-Gletscher, der sich im Westen befindet. Das Gletscherwasser färbt den See türkisblau. Der Lago Viedma ist verbunden mit dem südlicheren Gletschersee Lago Argentino. Nördlich gelegen ist der Lago San Martin.

## Geschichte
Der Lago Viedma wurde 1782 von dem Spanier Antonio de Viedma auf seiner Expedition entdeckt und nach ihm benannt. Weitere Expeditionen gab es Mitte des 19. Jahrhunderts. Der seit 1945 existierende Nationalpark Los Glaciares wurde 1981 zum UNESCO-Weltnaturerbe erklärt. 